# Türkmenabat
Türkmenabat este al doilea  oraș ca marime din   Turkmenistan si capitala administrativă a provinciei Lebap. Alte denumiri purtate de oraș: (turkmenă chirilică: Түркменабат, citit [türkmenabat] înainte, era numit: Ceardju, numit și Ceardjui, Cearju, iar în epoca sovietică: Ceardjev, Cerjev sau Cearjev).

## Geografie
Este situat pe malul stâng al fluviului Amudaria, în nord-estul capitalei Aşgabat, în apropierea frontierei cu Uzbekistanul, la o altitudine medie de 187 de metri. Orașul se află la 470 de kilometri de capitală.

### Transporturi
Orașul Türkmenabat este legat de capitala Aşgabat, precum și de alte orașe ale Turkmenistanului prin prelungirea asiatică a drumului european E60.
Există o linie aeriană internă, care leagă orașul de capitala Aşgabat, expoatată de compania Turkmenistan Airlines.
Prin calea ferată, orașul este legat de orașele Nukus și Urganj din Uzbekistan.

### Populația
În 2005, orașul avea o populație de circa 234.800 de locuitori, iar în 2007, populația orașului era estimată la 240 900 de locuitori. În oraș locuiește o foarte importantă minoritate uzbecă, circa 30 – 40% din totalul populației, fapt ce a influențat puternic cultura și cutumele din regiune.

## Istorie
Deși acum, după destrămarea Uniunii Sovietice, este un oraș industrial modern, Türkmenabat are o istorie de vreo 2000 de ani.
Primele mențiuni documentare arată că localitatea a apărut prin secolele I - IV, după Hr.
În descrierile unor campanii militare ale lui Tamerlan era specificată localitatea.
La sfârșitul secolului al XV-lea - începutul secolului al XVI-lea, orașul a devenit cunoscut sub denumirea de Ceardjui.
Actualul oraș a fost fondat în 1886, în timpul construcției căii ferate Trans-Caspiene. Rolul său de nod feroviar, înalta fertilitate a văii Amu-Daria, l-a transformat în principalul centru comercial pentru produsele agricole din regiunea de nord-est a țării. Orașul a avut o industrie alimentară înfloritoare, precum și uzine textile, care prelucrau bumbacul și mătasea. Cearjev (Ceardjev) din epoca sovietică era un centru industrial și de transport puternic, dar, după obținerea independenței Turkmenistanului, în 1991, aceste activități economice s-au diminuat, în favoarea capitalei Aşgabat.

## Curiozități
La circa 70 de kilometri spre sud de orașul Türkmenabat, în estul deșertului Karakum, se află o rezervație naturală, Repetek, faimoasă prin așa-numiții zemzen, crocodilii deșertului.